# Cesc Gay
Francesc Gay i Puig, más conocido como Cesc Gay (Barcelona, 20 de mayo de 1967), es un director de cine, guionista y autor teatral español.

## Biografía
Estudió cine en el EMAV (Escuela Municipal de Audiovisuales de Barcelona). Debutó como director en 1998, junto con el argentino Daniel Gimelberg, con su obra Hotel Room. En el año 2000 fue elegido para llevar al cine la obra de teatro Krámpack, realizando además su adaptación.
En 2002 fue el creador y responsable de la coordinación de guion de la serie de TV3 Jet lag, realizada por la compañía T de Teatre. En 2003 estrena la película En la ciudad (protagonizada entre otros por Mònica López, Eduard Fernández, María Pujalte) y Leonor Watling, con la que consigue el reconocimiento mundial a su trabajo; con ella Eduard Fernández consigue el Premio Goya al mejor actor de reparto, obteniendo tres nominaciones más, para Mónica López com actriz de reparto y para el propio Cesc Gay a la dirección y al guion adaptado.
En 2006 estrenó Ficció (Ficción), protagonizada por Eduard Fernández, Javier Cámara, Montse Germán, Carme Pla y Àgata Roca, y producida por Gerardo Herrero y Marta Esteban. Por esta película fue galardonado con el Premio Nacional de Cine concedido por la Generalidad de Cataluña en 2007.
En 2015 estrenó su primera obra de teatro Els veins de dalt en Barcelona. En 2016 se representó en Madrid, traducida con el título Los vecinos de arriba. Y en 2020 estrenaba una versión cinematográfica de dicha obra teatral, esta vez titulada Sentimental. El reparto estaría encabezado por Javier Cámara, Griselda Siciliani, Belén Cuesta y Alberto San Juan. Dicha cinta estuvo nominada a cinco Premios Goya: Mejor película, Mejor guion adaptado, Mejor actor protagonista, Mejor actriz revelación y Mejor actor de reparto.
Premios Goya	
Mejor dirección 2015 Truman
Mejor guion original2015 Truman

## Filmografía

### Películas
| Año       | Título                                       | Género                  | Ocupación                                 |
| --------- | -------------------------------------------- | ----------------------- | ----------------------------------------- |
| 1998      | Hotel Room                                   | Comedia, Drama          | Director y guionista                      |
| 2000      | Krámpack                                     | Comedia, Drama, Romance | Director y guionista                      |
| 2003      | En la ciudad                                 | Drama                   | Director y guionista                      |
| 2004      | Canciones de amor y de droga (de Pepe Sales) | Música                  | Director                                  |
| 2006      | Ficción                                      | Drama                   | Director, guionista y diseñador de sonido |
| 2009      | V.O.S.                                       | Comedia                 | Director y guionista                      |
| 2012      | Una pistola en cada mano                     | Comedia, Drama          | Director y guionista                      |
| 2015      | Truman                                       | Drama                   | Director y guionista                      |
| 2020      | Sentimental                                  | Comedia                 | Director y guionista                      |
| 2022      | Historias para no contar                     | Comedia                 | Director y guionista                      |
| 2024-2025 | Mi amiga Eva                                 | Comedia                 | Director                                  |

### Televisión
| Año         | Título     | Género           | Ocupación            |
| ----------- | ---------- | ---------------- | -------------------- |
| 1999 - 2000 | Polar      | Comedia, drama   | Director y guionista |
| 2001 - 2006 | Jet Lag    | Comedia          | Guionista            |
| 2009 - 2010 | 50 años de | Musical, comedia | Director             |
| 2012 - 2013 | La Riera   | Drama            | Guionista            |
| 2018        | Félix      | Suspense         | Director y guionista |

### Documentales
| Año  | Título                                                         | Género  | Ocupación |
| ---- | -------------------------------------------------------------- | ------- | --------- |
| 2014 | Encants: diari d'un trasllat "Encantes: diario de un traslado" | Comedia | Guionista |

### Cortometrajes
| Año  | Título                  | Género | Ocupación |
| ---- | ----------------------- | ------ | --------- |
| 1991 | La ecuación del vértigo | Drama  | Actor     |

## Obras de teatro
- Els veïns de dalt
- 53 diumenges

## Premios y distinciones

### Premios anuales
Premios Goya
| Año  | Categoría            | Película     | Resultado |
| ---- | -------------------- | ------------ | --------- |
| 2001 | Mejor director novel | Krámpack     | Nominado  |
| 2001 | Mejor guion adaptado | Krámpack     | Nominado  |
| 2004 | Mejor dirección      | En la ciudad | Nominado  |
| 2004 | Mejor guion original | En la ciudad | Nominado  |
| 2015 | Mejor dirección      | Truman       | Ganador   |
| 2015 | Mejor guion original | Truman       | Ganador   |
| 2021 | Mejor guion adaptado | Sentimental  | Nominado  |

Medallas del Círculo de Escritores Cinematográficos
| Año  | Categoría            | Película     | Resultado |
| ---- | -------------------- | ------------ | --------- |
| 2003 | Mejor guion original | En la ciudad | Nominado  |
| 2006 | Mejor director       | Ficción      | Nominado  |
| 2015 | Mejor director       | Truman       | Ganador   |
| 2015 | Mejor guion original | Truman       | Ganador   |
| 2020 | Mejor guion adaptado | Sentimental  | Ganador   |

Premios Turia
| Año  | Categoría               | Película     | Resultado |
| ---- | ----------------------- | ------------ | --------- |
| 2001 | Mejor Película Española | Krámpack     | Ganador   |
| 2004 | Mejor Director Novel    | En la ciudad | Ganador   |
| 2007 | Mejor Película Española | Ficción      | Ganador   |

Premios Butaca
| Año  | Categoría               | Película     | Resultado |
| ---- | ----------------------- | ------------ | --------- |
| 2000 | Mejor película catalana | Krámpack     | Ganador   |
| 2004 | Mejor película catalana | En la ciudad | Ganador   |

Premios Platino
| Año  | Categoría       | Película | Resultado |
| ---- | --------------- | -------- | --------- |
| 2016 | Mejor Dirección | Truman   | Nominado  |
| 2016 | Mejor Guion     | Truman   | Nominado  |

### Festivales
Festival Internacional de Cine de Cannes
| Año  | Categoría                              | Película | Resultado |
| ---- | -------------------------------------- | -------- | --------- |
| 2000 | Premio de la Juventud-Mención especial | Krámpack | Ganador   |

Festival Internacional de Cine de San Sebastián
| Año  | Categoría               | Película | Resultado |
| ---- | ----------------------- | -------- | --------- |
| 2000 | Premio Sebastiane       | Krámpack | Ganador   |
| 2015 | Premio FEROZ Zinemaldia | Truman   | Ganador   |

Mostra de València
| Año  | Categoría         | Película | Resultado |
| ---- | ----------------- | -------- | --------- |
| 2000 | Mejor Ópera Prima | Krámpack | Ganador   |

Festival Internacional de Cine de Valdivia
| Año  | Categoría      | Película | Resultado |
| ---- | -------------- | -------- | --------- |
| 2007 | Mejor Película | Ficción  | Nominado  |